# Revolta decabrista
La insurrecció desembrista o revolta decabrista (rus: Восста́ние декабри́стов Vosstànie dekabrístov - de Декабрь dekabr, desembre en rus) fou una temptativa de cop d'estat militar que es va desenvolupar a Sant Petersburg el 14 de desembre del 1825 per tal d'obtenir del futur emperador Nicolau I una constitució. La insurrecció fou durament reprimida pel nou emperador.

## Origen

La revolta dels decabristes el desembre de 1825

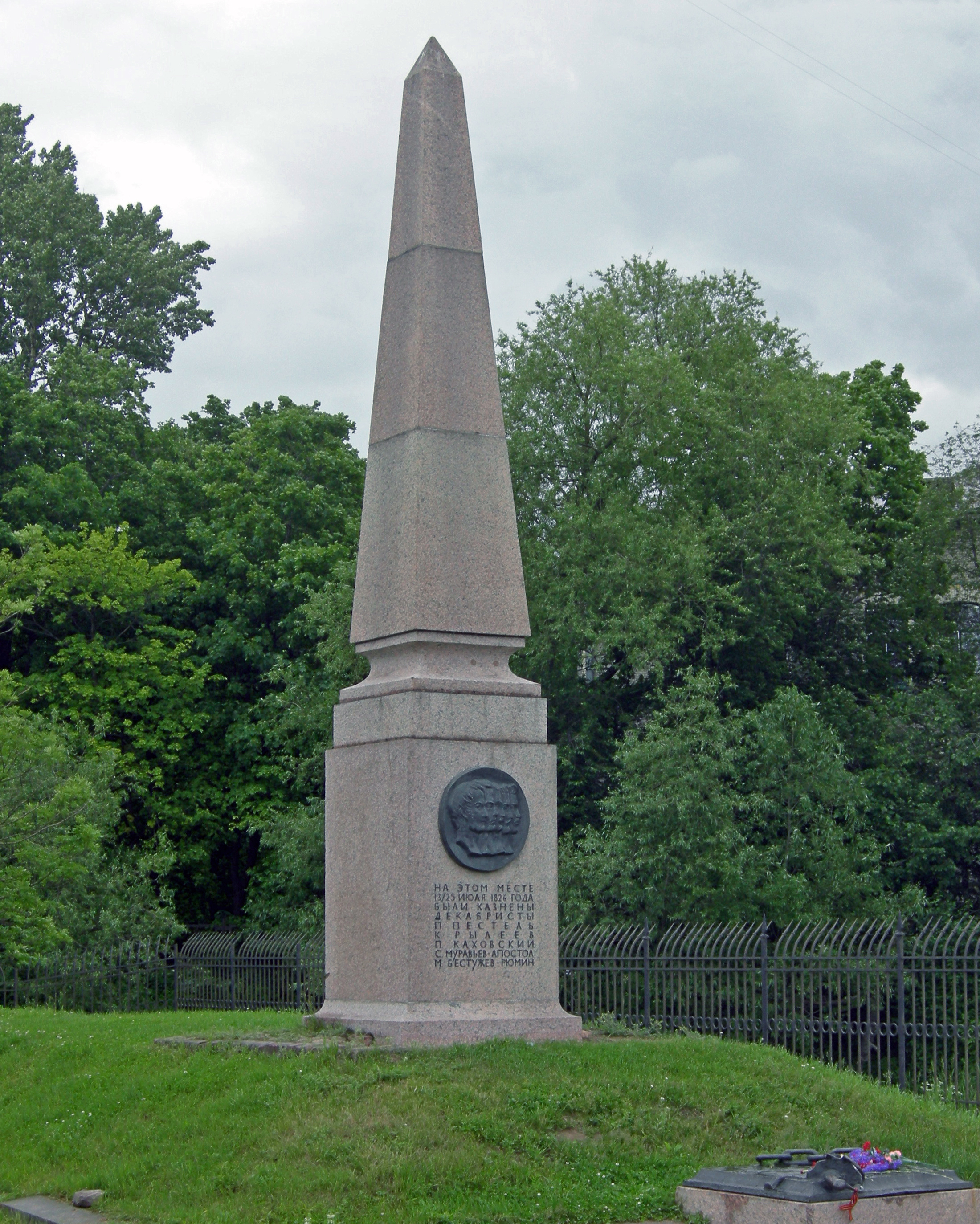
Monument als decabristes al lloc on en van executar els líders

La Campanya de Rússia del 1812 es conclogué el 1814 i després el 1815 amb la derrota de Napoleó Bonaparte i la fi del Primer Imperi Francès. Entre els vencedors, l'emperador Alexandre I, inspirador de la Santa Aliança, havia empès les seves tropes fins a París. Monarca d'idees modernes, fou ell qui havia imposat una constitució a Lluís XVIII de França com a condició per al seu ascens al tron restaurat de França.
Retornats al país, els joves oficials, tots procedents de l'aristocràcia, es van posar a somiar amb reformes del règim tsarista inspirades en les institucions nascudes a Occident. La seva espera va ser decebuda per les tergiversacions d'Alexandre. A Rússia com a Ucraïna va néixer un moviment reformador organitzat en societats secretes inspirades del carbonarisme italià. Fou d'aquesta esfera d'influència que sorgí una insurrecció més o menys improvisada en l'interregne indecís que va succeir a la desaparició sobtada i misteriosa del monarca el 19 de novembre del 1825 a Taganrog. Segons altres fonts, la majoria dels conspiradors són francmaçons, la maçoneria es trobava llavors fora de la llei i fou perseguida després de la repressió de la insurrecció. El príncep Aleksandr Nikolàievitx Golitsín va ordenar una investigació sobre una eventual participació dels francmaçons en el moment de l'aixecament. Al si d'aquestes societats o lògies s'afinaven les idees reformadores i s'elaborava un text constitucional.

## El 14 de desembre de 1825
Mentre que l'hereu legítim, el gran duc Constantí, havia rebutjat des de feia molt de temps la corona (rebuig oficial, però tanmateix mantingut secret) i que el futur Nicolau I vacil·lava encara a succeir al seu germà, el 14 de desembre del 1825, en ocasió de la prestació de jurament del senat i dels regiments de la guarda al nou tsar, el príncep Serguei Trubetskoi reuneix a les 11 hores del matí tres regiments d'amotinats, o sigui tres mil homes a la Plaça del Senat de Sant Petersburg on s'havien concentrat encara més civils i va intentar revoltar la guarnició per imposar, mitjançant aquest cop d'estat, un tren de reformes que abolís la servitud que patien els mugics, i una constitució que garantís la llibertat d'opinió i d'expressió.
Tanmateix, malgrat les aparences, la insurrecció estava mal compromesa, ja que A. I. Iakúbovitx, que estava encarregat de la presa del palau d'Hivern i de la detenció de la família imperial, va refusar la seva missió i Serguei Trubetskoi no es va acostar al senat, ja que havia anticipat el fracàs de l'empresa. De més, els soldats no coneixien la lletra petita de la seva participació i no eren allà més que per obediència als seus oficials. Aquests els havien enganyat fent-los creure que la renúncia al tron de Constantí era apòcrifa i que era a ell a qui havien de prestar jurament; per tant no hi havia res de dolent en cridar «Visca Constantí!» ni en cridar «Visca la constitució!», ja que el mot «constitució», en no formar part de llur cultura, creien que era el nom de l'esposa de Constantí.
Així les tropes restaren tota la jornada a la plaça, en quadrat, de cara a l'almirallat, girant l'esquena al senat. Van rebutjar amb el poble agrupat un atac de la cavalleria que havia continuat sent fidel al tsar. El governador de la capital, Mikhaïl Miloràdovitx, que havia vingut a parlamentar, fou desafortunadament abatut i el gran duc Nicolau es va decidir a donar, en la vesprada, l'ordre de disparar amb els canons. Va ser una desbandada sagnant : es van comptar 70 morts.

## Els màrtirs de la repressió
El nou regnat es va inscriure en el conservadorisme més absolut i va reprimir amb una cura maniàtica tot rastre de la insurrecció. Nicolau I encarregà Mikhaïl Mikhàilovitx Speranski de supervisar el reglament judicial de l'assumpte, ja que, en ser sospitós de simpaties envers els decabristes, va pensar així que es podria assabentar de més coses i que les sancions serien acceptades millor, la qual cosa demostraria la seva culpabilitat. Els tribunals volien provar la seva devoció al nou tsar, i aproximadament 3.000 persones, civils i militars, van ser detingudes, es van dur a terme centenars de durs interrogatoris, que van desembocar en cinc execucions per penjament, mentre que 121 decabristes van ser condemnats als treballs forçats, a l'exili, al presidi, a la deportació a perpetuïtat per a alguns a Sibèria i els soldats que havien participat en la insurrecció van ser destinats a unitats disciplinàries.
Els prínceps Volkonski i Serguei Trubetskoi van formar part dels exiliats amb les seves esposes, les princeses Maria Volkónskaia i Ekaterina Trubetskaia, que van renunciar a les seves possessions per seguir els condemnats a desterrament. Nou altres esposes també van prendre el llarg camí de Sibèria per quedar-se amb els seus marits, entre aquestes Prascovia Egorovna Annenkova, una francesa nascuda Pauline Gueble esposa d'Ivan Aleksàndrovitx Ànnenkov i la seva filla Olga Ivànovna, Camille Ivaixova, una francesa nascuda Le Dantu esposa de Vassili Ivaixiev, Aleksandra Grigorievna muller de Nikita Muraviov,Natalia Dimitrievna Fonvízina esposa de Mikhaïl Fonvizin, Ielizaveta Petrovna esposa de Mikhaïl Narixkín. Atesa la joventut dels conjurats, molt pocs estaven casats. No fou fins al 1856 que alguns supervivents van ser autoritzats a retornar a casa seva.
Aleksandr Herzen comenta a Passat i meditació l'impacte considerable de les condemnes sobre el seu jove esperit. En la seva autobiografia, refereix que la gent no semblava considerar que la pena de mort s'aplicaria : 
| « | Tothom s'esperava que s'atenués la sentència dels condemnats : la Coronació era molt propera. El meu pare mateix, malgrat la seva prudència i el seu escepticisme, assegurava que l'execució no tindria lloc, que tot allò no era concebut més que per a colpir els esperits. Però com a tothom, coneixia malament el jove monarca. Nicolau va abandonar Sant Petersburg i, sense entrar a Moscou, es va aturar al palau Petrovski. Els moscovites no podien creure als seus ulls quan van llegir, en Les Notícies de Moscou, l'atroç informe del 14 de juliol. | » |

Herzen precisa més: 
| « | Nicolau va introduir la pena de mort en el nostre procediment criminal, il·legalment en principi, després que la fes entrar en el seu codi | » |

La idea de venjar un dia els desembristes va fer via des del 1830. La van animar entre altres l'anarquista Bakunin. Va inspirar diverses temptatives al segle xix i no va desaparèixer fins després de la Revolució Russa de 1917.

## Posteritat literària
- Alexandre Dumas: El mestre d'armes (novel·la).
- Henri Troyat narra la història fictícia i novel·lada d'un jove decabrista i la seva esposa en la pentalogia La Llum dels Justos.